# Baderbān
Baderbān (persiska: بدربان) är en ort i Iran.   Den ligger i provinsen Kermanshah, i den nordvästra delen av landet, 400 km väster om huvudstaden Teheran. Baderbān ligger 1 321 meter över havet och antalet invånare är 422.
Terrängen runt Baderbān är varierad. Runt Baderbān är det ganska tätbefolkat, med 60 invånare per kvadratkilometer. Närmaste större samhälle är Şaḩneh, 17,7 km öster om Baderbān. Trakten runt Baderbān består till största delen av jordbruksmark.